# Vjatsjeslav Koerennoj
Vjatsjeslav Grigorijevitsj Koerennoj (Russisch: Вячеслав Григорьевич Куренной) (Moskou, 29 april 1936 - aldaar, 23 december 1992) was een waterpolospeler van de Sovjet-Unie.
Vjatsjeslav Koerennoj nam als waterpoloër tweemaal deel aan de Olympische Spelen in 1956 en 1960. Tijdens de finale ronde van het toernooi van 1956 nam hij deel aan de bloed-in-het-waterwedstrijd. Hij veroverde met het Sovjet team een zilveren en een bronzen medaille.
Viktor Agejev · 
Pjotr Breus · 
Nodar Gvacharia · 
Boris Gojchman · 
Vjatsjeslav Koerennoj · 
Boris Markarov · 
Petre Msjvenieradze · 
Valentin Prokopov · 
Michail Ryzjak · 
Joeri Sjljapin
Viktor Agejev · 
Givi Tsjikvanaia · 
Leri Gogoladze · 
Boris Gojchman · 
Joeri Grigorovski · 
Anatoli Kartasjov · 
Vjatsjeslav Koerennoj · 
Petre Msjvenieradze · 
Vladimir Novikov · 
Jevgeni Saltsyn · 
Vladimir Semjonov